# Gianpiero Combi
 Gianpiero Combi (n. 20 noiembrie 1902, Torino, Italia – d. 12 august 1956, Torino, Italia) a fost un portar italian care a jucat întreaga carieră la Juventus FC. A fost căpitanul Italiei la Campionatul Mondial de Fotbal din 1934, pe care l-a și câștigat. Este considerat printre cei mai buni portari din anii '30 alături de Ricardo Zamora și František Plánička.

## Titluri

### Club
- Serie A (5): 1925-26, 1930-31, 1931-32, 1932-33, 1933-34

### Internațional
- Cupa Internațională a Europei Centrale: 1930, 1935
- Campionatul Mondial de Fotbal 1934